# Јован Радуловић
Јован Радуловић (Полача, код Книна, 29. септембра 1951 — Београд, 7. март 2018) био је српски књижевник и сценариста из Далмације.

## Биографија
Његове приповијетке, романи и драме везане су углавном за живот Срба у Далмацији и проблематичне историјске односе између Срба и Хрвата на том простору.
Основну школу завршио је у Полачи, а гимназију у Книну. Започео је студије књижевности и историје у Задру 1970. године, а 1971. се преселио у Београд, где је дипломирао на Филолошком факултету на групи за српскохрватски језик и југословенске књижевности. Био је професор у Четрнаестој београдској гимназији (1977–1979), уредник БИГЗ-а (1983–2001) и директор Библиотеке града Београда (2001–2009).
Након приказивања драме Голубњача (1982/83), био је на удару комунистичке власти СФРЈ. Први пут је одиграна у Српском народном позоришту у Новом Саду 1982. године, која је након забране премештена у СКЦ у Београду.
Радуловић је писао и сценарије за ТВ драме: Вучари Доње и Горње Полаче, Челичење Павла Плетикосе, Глава шећера (по приповеци Милована Глишића), Никољдан 1901. (по драми Симе Матавуља), Стари врускавац (по приповеци Светолика Ранковића), Бора под окупацијом. По његовим делу снимљен је филм Браћа по матери режисера Здравка Шотре, који је снимио и Вучаре Доње и Горње Полаче. Поред телевизијских и филмских сценарија, Радуловић је и аутор десетак радио драма извођених на програмима Радио Београда.
Током рада у БИГЗ-у уређивао је савремену прозу и историјско-мемоарску литературу (прво издање Историје Срба Владимира Ћоровића, Ефемерис Дејана Медаковића, Историја Српске православне цркве Ђока Слијепчевића и др). У два наврата биран за члана Председништва (Управе) Удружења књижевника Србије, а краће време водио и уређивао трибину „Француска седам“.
Дела су му превођена на енглески, руски, украјински, италијански, немачки, шведски, мађарски и македонски језик.

## Награде
- Октобарска награда града Београда, за књигу приповедака Илинштак, 1979 – одузета.[3]
- Награда „Седам секретара СКОЈ-а”, Загреб 1980.
- Награда „Лазар Вучковић”, за приповетке, 1988.
- Награда „Исидора Секулић”, за књигу приповедака Даље од олтара, 1988.
- Андрићева награда, за књигу приповедака Даље од олтара, 1988.
- Награда за најбољу драмску серију на Данима ЈРТ-а, Неум 1989.
- Награде Удружења чехословачких уметника за најбољи сценарио, на фестивалу „Златни Праг”, 1989.
- Награда „Јоаким Вујић”, за драму Голубњача, 1991.
- Награда „Грачаничка повеља”, 1991.
- Октобарска награда града Београда, за Драме, 1993.
- Награда „Браћа Мицић”, за књигу По српској Далмацији, 1994.
- Награда „Борисав Станковић”, за роман Прошао живот, 1998.
- Награда „Бранко Ћопић”, за роман Прошао живот, 1998.
- Награда „Златни сунцокрет”, за роман Прошао живот, 1998.
- Награде „Матија Бан”, 2001.
- Награда „Кочићево перо”, 2001.
- Награда „Деретина књига године”, за књигу Старе и нове приче, 2002.
- Награда „Светозар Ћоровић”, за роман Од Огњене до Благе Марије, 2008.
- Награда „Данко Поповић”, за књигу приповедака Сумњива сахрана, 2013.
- Представа Голубњача проглашена је за најбољу на Фестивалу Алпе-Адрија (Нова Горица, СР Словенија, 1983). Жири РТС и „Вечерњих новости“ изабрао је Голубњачу међу дванаест најбољих драма написаних на српском језику од 1944. до 1994. године.

## Дела

### Приповетке
- Илинштак (1978)
- Голубњача (1980)
- Даље од олтара (1988)
- Изабране приповијетке (1995)
- Замка за зеца (приче за децу, 1998)
- У Исламу Грчком (1999)
- Идеалан плац (2000)
- Најлепше приповетке Јована Радуловића (по избору Душана Иванића, 2001)
- Старе и нове приче (2002)
- Нема Веронике и друге приче (2005)
- Мама врана, тата врана и деца вране (2006)
- Изгубљени топоними (2007)
- Уронити у матицу живота (2009)
- Сумњива сахрана (2012)

### Романи
- Браћа по матери (1986)
- Прошао живот (1997)
- Од Огњене до Благе Марије (2008)

### Драме
- Голубњача (1982)
- Учитељ Доситеј (1990)
- Телевизијски и филмски сценарији (књига, 2004)
- Бора под окупацијом (2006)
- Небо високо а земља тврда / Ој пекарске дуге ноћи (две ТВ драме из заоставштине, 2021)[4]

### Есеји, документарна проза
- По српској Далмацији (1995)
- Зрна из плеве (2007)
- Случај Голубњача – за и против (збирка докумената, 2008)

### Књига разговора
- Остаје прича (разговори са Милошем Јевтићем, 1999)

### Телевизијски и филмски сценарији[5]
- Вучари Доње и Горње Полаче (1978)
- Челичење Павла Плетикосе (1980)
- Браћа по матери (адаптација ауторовог романа, 1988)
- Глава шећера (адаптација приповетке Милована Глишића, 1991)
- Свирач (адаптација приповетке Светолика Ранковића, 1998)
- Никољдан 1901. (адаптација драме Симе Матавуља, 1998)[6]
- Стари врускавац (адаптација приповетке Светолика Ранковића, 2000)
- Полача – Оквил (2004)
- Бора под окупацијом (2006)